# Ludwig Scabell

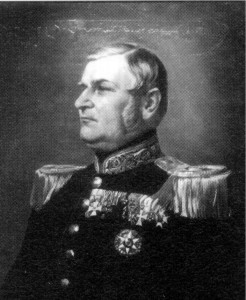
Ludwig Carl Scabell

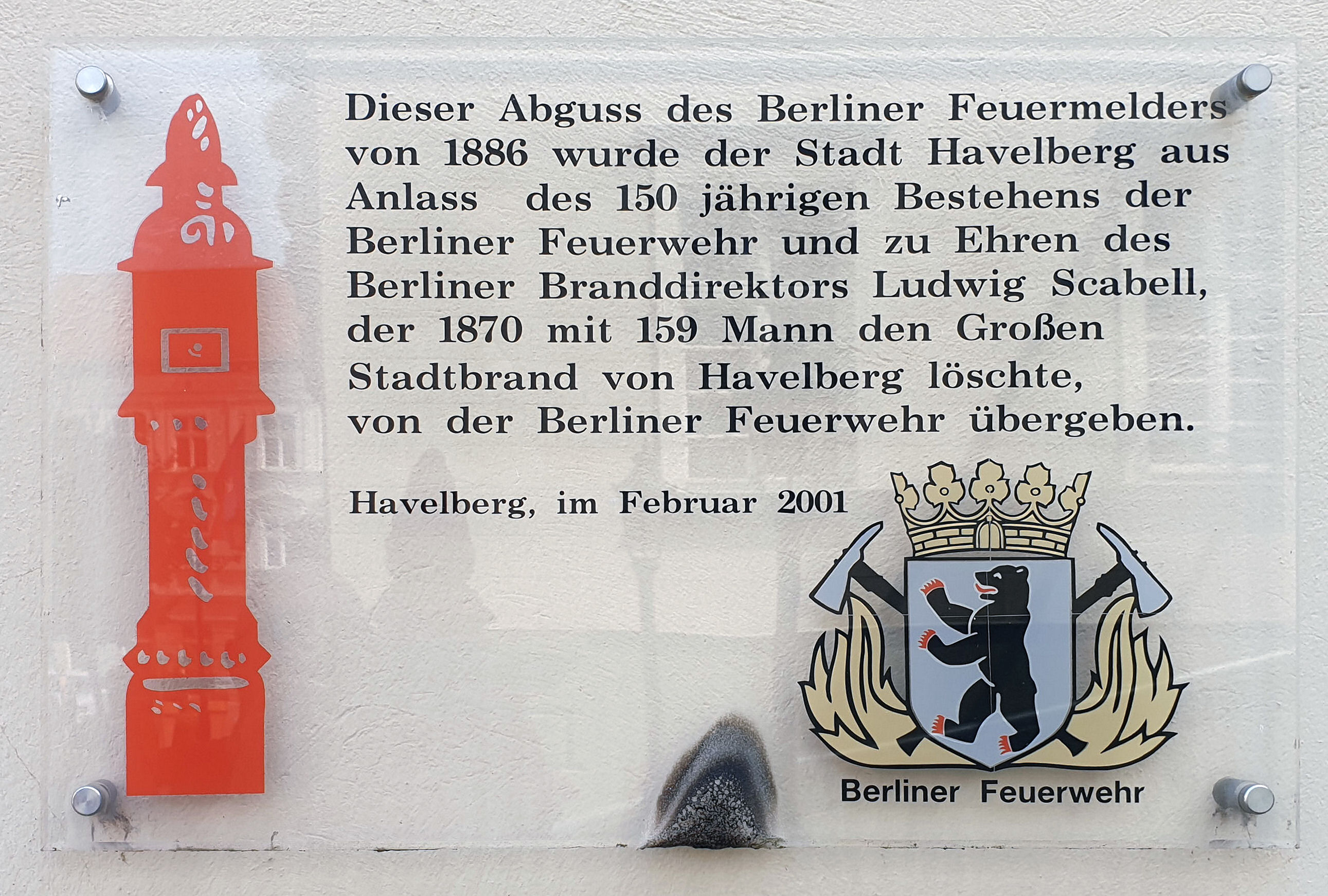
Gedenktafel am Markt, in Havelberg

Ludwig Carl Scabell (* 25. September 1811 in Berlin; † 9. Juni 1885 ebenda) war der Gründer und von 1851 bis 1875 erster Leiter der Berliner Feuerwehr.

## Leben
Ludwig Scabell wurde in der Friedrichstraße 204 geboren. Sein Vater war der Oberwasserbauinspektor Wilhelm Ludwig Scabell, Sohn des Magdeburger Architekten Johann David Scabell. Seine Mutter war Caroline Alberine Ulrike, geborene Eitelwein, Tochter von Johann Albert Eitelwein, Professor und Direktor der Königlichen Universität. Nach seiner Schul- und Lehrzeit heiratete Ludwig Scabell Franziska Wilhelmine Neander, Tochter des evangelischen Bischofs Daniel Amadeus Neander.
Stationen seines Berufslebens waren zunächst die Tätigkeit als Bauinspektor in Liegnitz und als Betriebsdirektor der Berlin-Stettiner Eisenbahn-Gesellschaft, bevor er in das preußische Innenministerium wechselte.

## Berliner Feuerwehr
Auf Befehl des preußischen Königs Friedrich Wilhelm IV. wurde Scabell am 1. Februar 1851 mit dem Aufbau einer Berufsfeuerwehr beauftragt und zum Königlichen Branddirektor ernannt. Zuvor war er als Bauinspektor bei der Feuerwehr tätig. Das Amt, das sich damals Directorium der Feuerwehr nannte und in die Polizeibehörde eingebunden war, wurde von Scabell mit Leidenschaft geführt.
Innerhalb kurzer Zeit wurden die ersten achtzehn Feuerwachen gebildet, die von hauptamtlichen Feuerwehrmännern rund um die Uhr besetzt waren. Bemerkenswert war unter anderem, dass Scabell am 20. Juni 1851 einen Vertrag unterzeichnete, mit dem ein flächendeckendes Telegrafennetz für die Feuerwehr geschaffen wurde. Am 27. Dezember 1854 wurden in Berlin Brandinspektionen eingerichtet, denen die bestehenden Feuerwachen unterstellt wurden. Damit schuf Scabell eine damals moderne Behördenstruktur für die Feuerwehr. Außerdem veranlasste er die Entwicklung von gusseisernen Feuermeldern, die 1886 erstmals an verschiedenen öffentlichen Plätzen aufgestellt wurden.
Die Berliner Feuerwehr war aber nicht nur Berlin im Einsatz, im Jahr 1870 rückten 150 Mann mit Löschgeräten und Löschfahrzeugen auch nach Havelberg aus, wo unter Leitung von Scabell der große Stadtbrand gelöscht werden konnte. Auch nahm er am 27. Juli 1872 an der Gründungsfeier des Nassauischen Feuerwehrverbandes in Wiesbaden teil, zu der auch Carl Metz und sogar Kaiser Wilhelm I. zugegen war.
Mit Erreichen des 64. Lebensjahres wurde der erste Leiter der Berliner Feuerwehr, bei der es sich somit um die älteste und auch größte deutsche Berufsfeuerwehr handelt, am 1. Oktober 1875 in den Ruhestand versetzt. Nachfolger Scabells wurde Branddirektor Gustav Witte.
Am 9. Juni 1885 verstarb der ehemalige Königliche Branddirektor und wurde in Berlin beigesetzt. Seine Grabstätte hat die Auswirkungen des Zweiten Weltkriegs jedoch nicht überstanden.

## Berliner Hauptbahnhof und Stadtbahn
Im Jahr 1865 entwarf Scabell einen Plan für einen Berliner Hauptbahnhof, der am Kupfergraben, in der Nähe der heutigen Humboldt-Universität gebaut werden sollte. Dies scheiterte jedoch angesichts der kommerziellen Fragmentierung des Netzes und des bereits fortgeschrittenen Baus von vier Endstationen (Küstriner, Görlitzer, Frankfurter und Lehrter Bahnhöfe). Er war jedoch an den Bauarbeiten zum Umbau des Frankfurter Bahnhofs von einem Kopf- in einen Durchgangsbahnhof beteiligt. Umbenannt in „Schlesischer Bahnhof“, wurde dieser zur östlichen Buchstütze der Stadtbahn, deren Funktion der eines Hauptbahnhofs ähnelte.

## Ehrungen
Im Berliner Ortsteil Wannsee wurde im Juni 1976 an der südlichen Grundstücksgrenze der Feuerwache Wannsee eine zum Ostufer des Großen Wannsees führende Straße nach Ludwig Scabell benannt.